# Leucophlebia
Leucophlebia là một chi bướm đêm thuộc họ Sphingidae.

## Các loài
- Leucophlebia afra - Karsch, 1891
- Leucophlebia caecilie - Eitschberger, 2003
- Leucophlebia edentata - Rothschild & Jordan, 1916
- Leucophlebia emittens - Walker, 1866
- Leucophlebia formosana - Clark, 1936
- Leucophlebia frederkingi - Eitschberger, 2003
- Leucophlebia hogenesi - Eitschberger, 2003
- Leucophlebia lineata - Westwood, 1847
- Leucophlebia muehlei - Eitschberger, 2003
- Leucophlebia neumanni - Rothschild, 1902
- Leucophlebia paul - Eitschberger, 2003
- Leucophlebia pinratanai - Eitschberger, 2003
- Leucophlebia rosacea - Butler, 1875
- Leucophlebia schachti - Eitschberger, 2003
- Leucophlebia vietnamensis - Eitschberger, 2003
- Leucophlebia xanthopis - Hampson, 1910